# ريد سيمونز
ريد سيمونز (بالإنجليزية: Red Symons)‏ هو عازف قيثارة ومغني وكاتب أغاني أسترالي وبريطاني، ولد في 13 يونيو 1949 في برايتون في المملكة المتحدة.

## وصلات خارجية
- ريد سيمونز على موقع IMDb (الإنجليزية)
- ريد سيمونز على موقع ميوزك برينز (الإنجليزية)
- ريد سيمونز على موقع ديسكوغز (الإنجليزية)
- ريد سيمونز على موقع قاعدة بيانات الفيلم (الإنجليزية)